# Front Wyzwolenia Mozambiku
Front Wyzwolenia Mozambiku (port. Frente de Libertação de Moçambique, FRELIMO) – partia polityczna działająca w Mozambiku; powstała 1962 w Tanganice jako organizacja narodowowyzwoleńcza. Organizacja doprowadziła do wywalczenia niepodległości przez Mozambik w 1975 roku, od tamtej pory pozostaje organizacją rządową.

## Historia
Partia została założona z połączenia trzech mniejszych grup niepodległościowych na emigracji w Tanganice. Ruch przyjął nacjonalistyczny charakter. Pierwszym przywódcą grupy został Eduardo Mondlane. Pierwotnie struktury grupy działały w krajach ościennych. W 1963 roku z FRELIMO wyłamał się rozłamowy Afrykański Zjednoczony Front Ludowy. W 1964 roku dysponując kilkoma tysiącami bojowników armia FRELIMO rozpoczęła wojnę partyzancką z kolonizatorami portugalskimi. Front przeprowadzał swoje akcje wojskowe z opanowanych przez siebie obszarów na północy kraju. Grupa zyskała poparcie zarówno państw socjalistycznych jak i Europy Zachodniej (Tanzania, Szwecja, Jugosławia, Związek Radziecki, Holandia, Dania, Somalia, Jugosławia, Chiny, Kuba, Czechosłowacja, Libia, Norwegia, Algieria, Ghana, Zambia, Bułgaria, Egipt i Brazylia). W 1966 roku Organizacja Jedności Afrykańskiej uznała FRELIMO za jedynego reprezentanta Mozambijczyków. Także Organizacja Narodów Zjednoczonych rozpoczęła wywieranie presji na Portugalię aby ta przeprowadziła dekolonializację, reżim portugalski lekceważył jednak stanowiska organizacji międzynarodowych. W 1969 roku w portugalskim zamachu bombowym zginął Mondlane, jego następcą na stanowisku lidera Frontu został Samora Machel.  Do 1974 roku bojownicy zdobyli większość terytoriów na północy kraju, skutecznie przeciwstawiając się, liczącemu około 70 tysięcy żołnierzy, kontyngentowi portugalskiemu. Reżim portugalski w zwalczaniu partyzantki wsparły rasistowskie białe reżimy na Południu Afryki - Rodezja i Południowa Afryka. Rodezja wysłała na pomoc Portugalczykom własne oddziały zbrojne zwalczające FRELIMO.
Niepodległość Mozambiku umożliwiła rewolucja goździków, która odbyła się w Portugalii w 1974 roku. Rewolucyjny rząd Portugalii rok po sukcesie rewolucji przyznał Mozambikowi niepodległość. W niepodległej republice władzę objął Front Wyzwolenia Mozambiku, sprawujący pełnię władzy jako jedyna legalnie działająca partia. W nowym państwie doszło do upaństwowienia ziemi, systemu edukacji i opieki zdrowotnej, zrównano też prawa kobiet i mężczyzn. Reformy utrzymane w lewicowym stylu i jednopartyjne rządy nie spodobały się części dotychczasowych członków Frontu. Wsparci przez rząd Rodezji dysydencie utworzyli w 1976 roku Narodowy Ruch Oporu Mozambiku (RENAMO), który rozpoczął antyrządową kampanię partyzancką. Wojna domowa zradykalizowała FRELIMO które w 1977 roku oficjalnie przyjęło doktrynę marksistowską i  zbliżyło się do bloku wschodniego.
W 1986 roku liderem partii został Joaquim Chissano. W 1989 roku partia zrezygnowała z poglądów marksistowskich, a rok później wprowadziła w kraju system wielopartyjny. W parze za tymi zmianami szły reformy wolnorynkowe. W 1992 roku wypracowano porozumienie pokojowe z RENAMO. W 1994 roku odbyły się wielopartyjne wybory prezydenckie, w których zwyciężył Chissano reprezentujący Front Wyzwolenia Mozambiku. Przed kolejnymi wyborami, które odbyły się 1 i 2 grudnia 2004 roku dotychczasowy prezydent Chissano ogłosił, iż nie będzie kandydował. Partia wybrała wówczas na swojego kandydata Armanda Guebuzę. Wygrał on wybory i objął urząd prezydenta 2 lutego 2005 roku, a FRELIMO zdobył 160 mandatów parlamentarnych. W kolejnych wyborach w październiku 2009 Guebuza uzyskał reelekcję na stanowisku szefa państwa, a FRELIMO zdobył 191 spośród 250 miejsc w parlamencie.